# تشاد كرومويل
تشاد كرومويل (بالإنجليزية: Chad Cromwell)‏ هو فنان إيقاعي وطبال أمريكي، ولد في 14 يونيو 1957 في بادوكا في الولايات المتحدة.

## وصلات خارجية
- تشاد كرومويل على موقع IMDb (الإنجليزية)
- تشاد كرومويل على موقع ميوزك برينز (الإنجليزية)
- تشاد كرومويل على موقع ديسكوغز (الإنجليزية)
- تشاد كرومويل على موقع ديسكوغز (الإنجليزية)